# 十日恵比須神社
十日恵比須神社（とおかえびすじんじゃ）は、福岡県福岡市博多区にある神社である。事代主命（恵比須神）・大国主命（大黒神）を祀る。

## 歴史
社伝によれば、香椎宮大宮司家の武内五右衛門（平十郎）は分家して「神屋」と号して博多で商売を営んでいたが、天正19年（1591年）1月3日、香椎宮・筥崎宮を参拝したとき、香椎浜に流れついた恵比須神の神像2体を得た。それを自宅に持ち帰って祀ったところ家運が隆盛。翌年の文禄元年（1592年）1月10日、平十郎が神像を拾い上げた場所に社殿を設けた。そののち天和元年（1681年）11月15日、四代目平十郎が創建90年にあたって千代の崇福寺境内に社殿を再建する。
明治12年（1879年）10月、福岡県の指示により崇福寺境内から東公園に遷座する。昭和4年（1929年）には東公園整備に伴って現在の地に遷座する。昭和43年（1968年）には別表神社に加わる。

## 施設

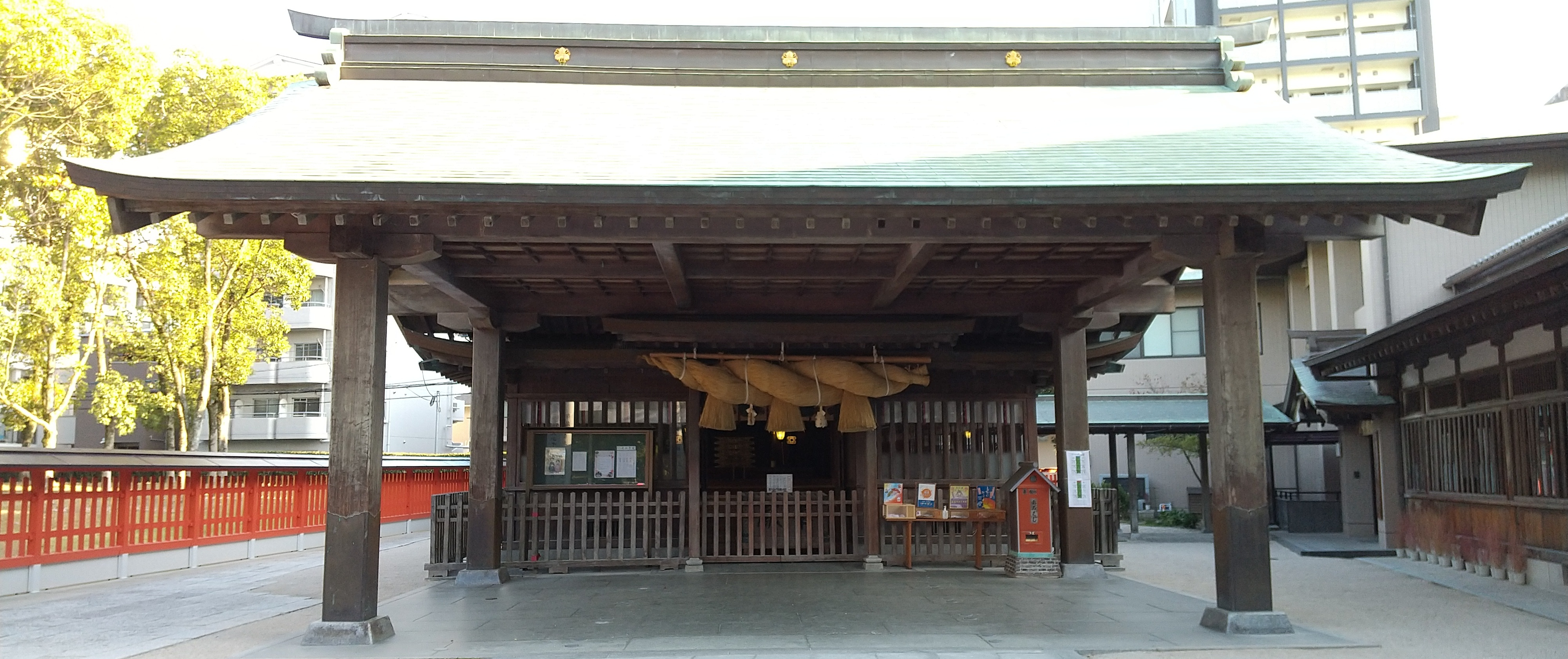
拝殿
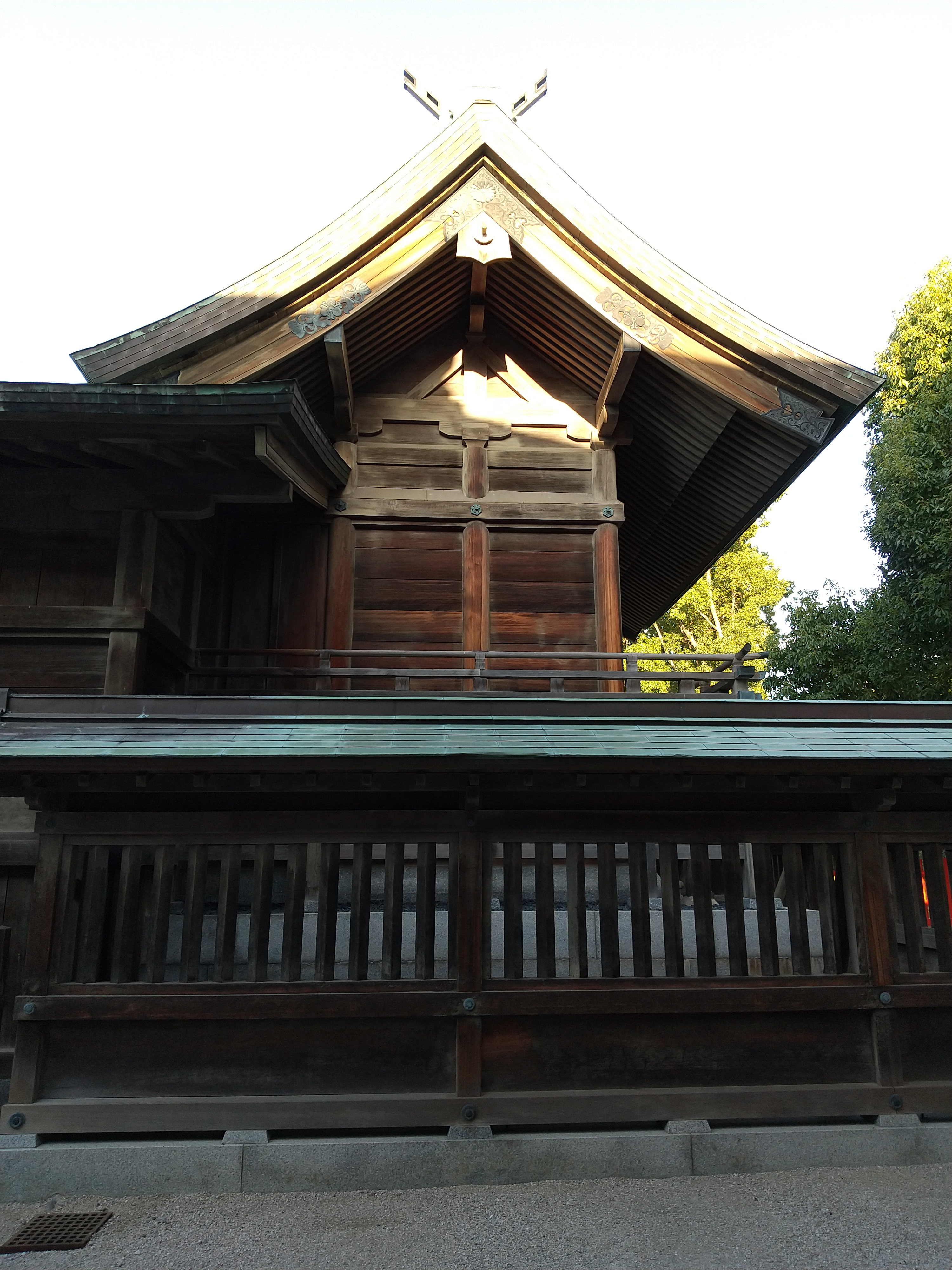
本殿

境内の主要な施設は次の通り。
- 社殿（拝殿と本殿の複合社殿）
- 社務所
- 手水舎
- 鳥居
- 獅子・狛犬

- 拝殿
- 本殿

## 十日恵比須正月大祭
毎年1月8日から1月11日まで正月大祭が執り行われる。8日が「初えびす」、9日が「宵えびす」、10日が「正大祭」、11日が「残りえびす」と呼ばれる。正月大祭期間中は福引きや芸妓かち詣りなどが有名。

## 交通
- 福岡市地下鉄箱崎線 千代県庁口駅
- 九州旅客鉄道鹿児島本線 吉塚駅